# ルクベ山
ルクベ山（マダガスカル語、Lokobe）とは、マダガスカル島北端部のすぐ西のインド洋上に存在する、ベ島の南東端部に位置する山である。

## 地理

ベ島の地図。南東端部のMt. Lokobeと書かれているのがルクベ山。

ルクベ山は、おおよそ南緯13度24分00秒、東経48度19分12秒付近に位置しており、この場所はマダガスカル北端部のアンツィラナナ州に属している。同国によって、この山とその周辺はルクベ自然保護区に指定されている

。
ベ島内における最高峰はルクベ山であり、その山頂の標高は約450 mである

。
ベ島は火山島として知られており、このルクベ山も火山活動の結果形成されたと考えられている。それも比較的最近の完新世（つまり、最近の約1万年）の間にできた山だとされている

。
しかしながら、この山が噴火したことを伝えるヒトによる記録は残されていない

。
つまり、有史以来の噴火は知られていない。